# (34298) 2000 QH159
2000 QH159 (asteroide 34298) é um asteroide troiano de Júpiter. Possui uma excentricidade de 0.12677580 e uma inclinação de 9.67903º.
Este asteroide foi descoberto no dia 31 de agosto de 2000 por LINEAR em Socorro.